# شعب المستريح (ذمار)

تعديل مصدري - تعديل

شعب المستريح هي إحدى قرى عزلة الكينعة بمديرية المنار التابعة لمحافظة ذمار، بلغ تعداد سكانها 190 نسمة حسب تعداد اليمن لعام 2004.

## روابط خارجية
- الجهاز المركزي للإحصاء بالجمهورية اليمنية
- المركز الوطني للمعلومات باليمن
- الدليل الشامل